# Shuttlewood
Shuttlewood – wieś w Anglii, w hrabstwie Derbyshire, w dystrykcie Bolsover.